# Дарли, Джордж

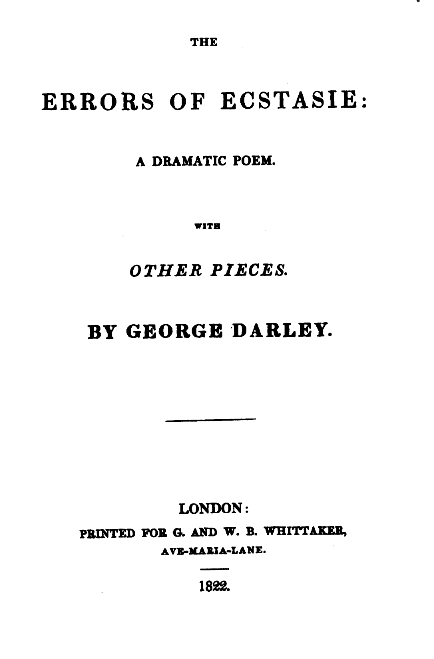
Титул первого издания Ошибок Ошибки экстаза (Errors of Ecstasie, 1822) Джорджа Дарли

Джордж Дарли (англ. George Darley; 1795—1846) — ирландский математик, поэт и драматург.

## Биография
Родился в Дублине в семье Артура и Мэри Дарли. В то время Дарли были важной дублинской семьей и были связаны браком с Гиннессами, так как сестра Артура Мэри вышла замуж за Ричарда Гиннесса, чей дядя Артур Гиннесс основал пивоваренную компанию «Гиннесс». Дарли имели также загородный дом под названием «Спрингфилд» в южном графстве Дублин, недалеко от Эннискерри в графстве Уиклоу, где Джордж провел свои первые годы.
Джордж получил степень бакалавра по специальностям математики и классической литературы в дублинском Тринити-колледже в 1820 году. Там же он преподавал математику. В 1821 году переехал в Лондон, где работал для разных периодических изданий. Он стал писать для «Лондонского журнала» (The London Magazine), часто под своим именем или под псевдонимом Джон Лейси (John Lacy), а иногда анонимно.
После этого Дарли присоединился к «Атенеуму» (Athenaeum) в котором он стал работать критиком. Он считался способным критиком, но многие относились к нему враждебно из-за бесцеремонного отношения к авторам, которые ему не нравились. В то же время он подрабатывал тем, что писал тексты по математике, геометрии и астрономии для серии, публикуемой Джоном Тейлором под названием «Научная библиотека Дарли».
Он также был драматургом и изучал старые английские пьесы, редактируя произведения Бомонта и Флетчера в 1840 году.
В поздние годы он впал в депрессию и умер 23 ноября 1846 года в Лондоне.

## Произведения
Дарли написал и опубликовал серию научных, а также литературных трудов в жанрах лирической поэзии и драматургии.
Свою первую поэму «Ошибки экстаза» и серию стихотворений он опубликовал в 1822 году. В 1824 году в «Лондонском журнале» появился его повесть «Лилиана долины» (Lilian of the Vale), позднее переизданная в сборнике «Труды безделья или Семь ночей» (1826), опубликованном под псевдонимом Гай Пенсеваль (Guy Penseval). Песня феи «I’ve been Roaming» из этого произведения особенно нравилась С. Т. Кольриджу. Затем последовали и другие книги, в том числе поэма «Сильвия или Королева мая» (1827).
Дарли принадлежал к течению так называемого «елизаветинского возрождения» в период позднего романтизма. Его поэзия получила высокую оценку критиков за изящество слога, музыкальность и фантастичность образов. Её сходство с елизаветинскими образцами оказалось настолько разительным, что одно из его стихотворений («It is not beauty I demand…») в первой публикации в «Лондонском журнале» было ошибочно приписано Томасу Кэри, а затем включено Фрэнсисом Тёрнером Палгревом в антологию поэзии XVII века «Золотая сокровищница английской поэзии» («The golden treasury of English songs», 1861). Ошибка была обнаружена позднее.
Среди его работ:
- Errors of Ecstasie / Ошибки экстаза (1822)
- Lilian of the Vale / Лилиана долины (1824)
- The Labours of Idleness / Труды безделья (1826)
- Sylvia; Or, the May Queen / Сильвия, или королева мая (1827)
- Nepenthe / Непенф (или Трава забвения (1835)
- Syren Songs / Песни сирен (1837)
  - The Mermaidens' Vesper-Hymn / Весенний гимн русалок
- The Sea-Bride / Морская невеста
- Thomas à Beckett: A Dramatic Chronicle in Five Acts / Томас Беккет: драматическая хроника в пяти действиях
- A System of Popular Algebra (John Taylor, London, 1826?) / Система популярной алгебры (Джон Тейлор, Лондон, 1826?)
- A System of Popular Geometry (John Taylor, London, 1826) / Система популярной геометрии (Джон Тейлор, Лондон, 1826)
- A System of Popular Trigonometry (John Taylor, London, 1827) / Система популярной тригонометрии
- The Geometrical Companion (John Taylor, London, 1828) / Геометрический компаньон (Джон Тейлор, Лондон, 1828)
- Familiar Astronomy (John Taylor, London, 1830) / Знакомая астрономия (Джон Тейлор, Лондон, 1830)